# Amastus thalassina
Amastus thalassina là một loài bướm đêm thuộc phân họ Arctiinae, họ Erebidae.